# Волков, Алексей Ильич
Алексе́й Ильи́ч Во́лков (1762 — не ранее 1789) — русский исторический живописец, представитель петербургского академизма екатерининской эпохи, ассоциируемый со школой Гавриила Козлова.

## Биография
Биографические данные о художнике крайне скудны и противоречивы; долгое время, вплоть до второй половины XX века основным источником служили сведения, изложенные Андреем Сомовым в каталогах собраний Академии художеств (в 1872 и 1874), в которых личность и произведения Алексея Волкова были частично отождествлены с однофамильцем — Романом Волковым (1773–1831).
Сын рисовального подмастерья. Был принят в Императорскую Академию художеств в 1767 году; как считается, состоял учеником Гавриила Козлова по классу исторической живописи. В 1780 году, за рисунок «Два натурщика» был удостоен большой серебряной медали; в 1782 году, за программу «Авраам, изгоняющий Агарь с малолетним сыном» награждён большой золотой медалью. 
По окончании Академии художеств Алексей Волков был отправлен на четыре года в качестве пенсионера в Италию, где занялся копированием с античных статуй и картин. Пенсионерский срок истёк в декабре 1786 года, однако Волков оставался в Италии — по версии каталогов Третьяковской галереи (в 1996), не менее года, а по мнению Сергея Эрнста (в журнале «Старые годы», 1914), Волков там же и скончался. Последние достоверные сведения об Алексее Волкове датированы 1789 годом.